# 松下清景
松下 清景（まつした きよかげ、天文14年（1545年） - 慶長2年5月19日（1597年7月3日））は、戦国時代から安土桃山時代にかけての武将。徳川氏の家臣。後に井伊氏の家老を務めた。通称は源太郎、源左衛門。墓は上州群馬郡（高崎市箕郷町）龍門寺葬。法名は本光院心月不染居士。官位は従五位下、豊前守。

## 概要
松下連昌の長男。松下常慶は弟である。松下之綱の義兄弟。
天正2年（1574年）、井伊直政の母奥山ひよと再婚し、直政の継父となる。直政が徳川家臣として頭角を現し、箕輪城城主となるとそれにつき従い、慶長2年（1597年）に城下の屋敷で死去した。中野直之の次男の松下一定を養子として跡を継がせており、松下家は井伊兵部少輔家（与板藩）の重臣として続いた。

## 登場する作品
- おんな城主 直虎（2017年、NHK大河ドラマ、演：古舘寛治）